# ريتشارد كومو
ريتشارد كومو هو مونتير كندي، ولد في 1960 في شيكوتيمي في كندا.

## وصلات خارجية
- الموقع الرسمي
- ريتشارد كومو على موقع IMDb (الإنجليزية)
- ريتشارد كومو على موقع ألو سيني (الفرنسية)
- ريتشارد كومو على موقع أول موفي (الإنجليزية)
- ريتشارد كومو على موقع قاعدة بيانات الأفلام السويدية (السويدية)
- ريتشارد كومو على موقع قاعدة بيانات الفيلم (الإنجليزية)
- ريتشارد كومو على موقع كينوبويسك (الروسية)